# Basshunter
Basshunter, pseudonimo di Jonas Erik Altberg (Halmstad, 22 dicembre 1984), è un cantante, produttore discografico e disc jockey svedese.

## Biografia

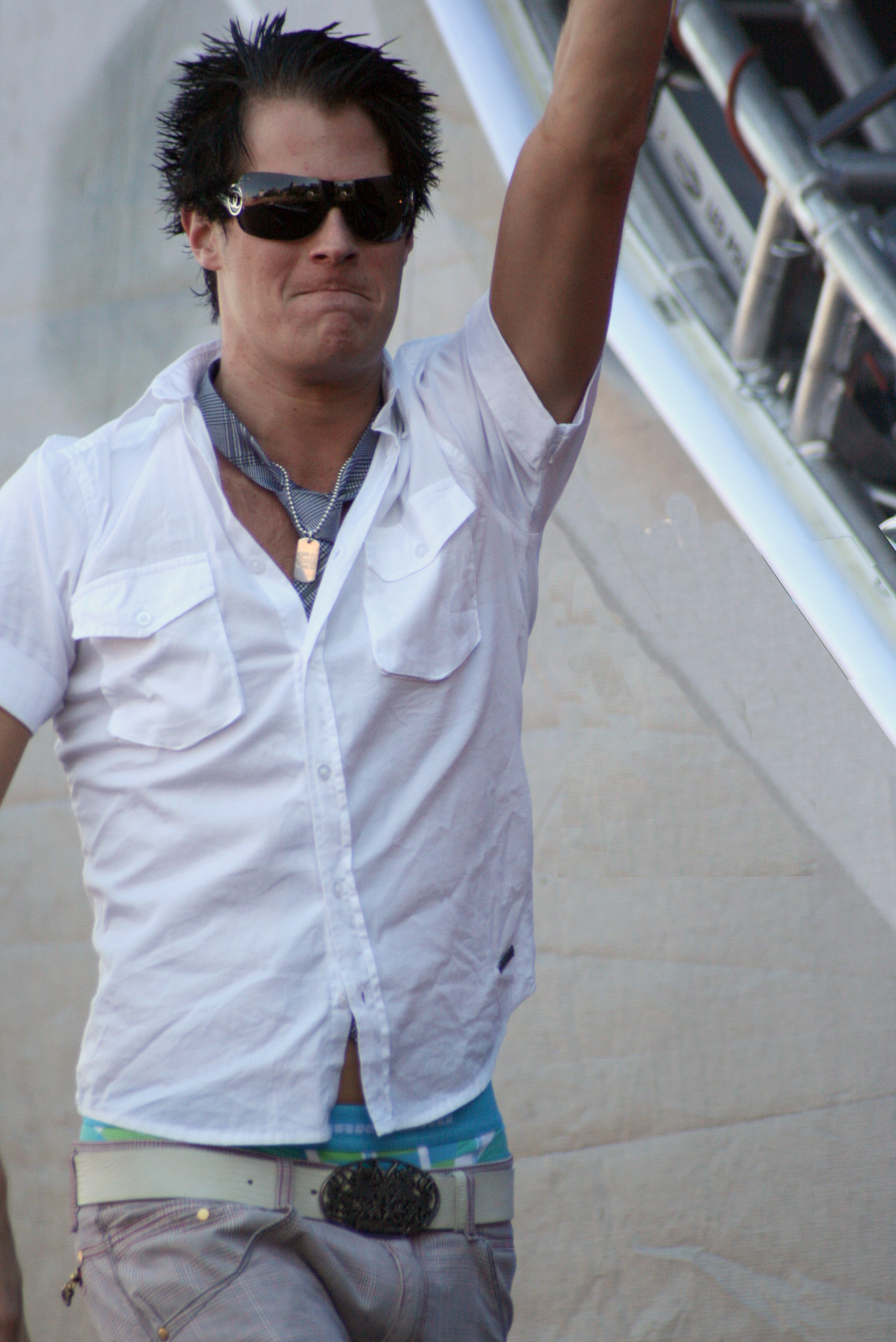
Basshunter (2007)

Definisce la propria musica eurodance, ma altri la classificano anche come hard dance o hands up. A detta dello stesso Altberg, alcuni suoi pezzi sono stati composti sul suo computer usando il programma FL Studio. Oggi Basshunter produce musica nei programmi FL Studio e Logic Studio. Jonas Erik Altberg è cresciuto a Halmstad con la madre, il padre e il fratello minore. A otto anni, i suoi genitori hanno scoperto che aveva un tic che non poteva controllare. Si è scoperto che era affetto dalla sindrome di Tourette. I suoi compagni di classe lo prendevano sempre in giro e lui, poco a poco, cominciò ad avere scarsa fiducia in se stesso.
La svolta arrivò quando aveva 18 anni, si alzò in piedi, in classe, e parlò della sua malattia. Inizia a creare musica nel 2001, come se fosse un hobby, creando demo sulla sua pagina di Myspace. Pubblica anche il suo primo album: The Bassmachine, nel 2004. Nel 2006 pubblica The Old Shit, suo secondo album. Il successo arriva nel 2006, con il singolo: Boten Anna. Dopo la firma del contratto con la casa discografica svedese Warner Music Sweden compone un brano di cui è anche voce ed adotta ufficialmente lo pseudonimo di Basshunter. Sempre nel 2006, esce il suo primo vero album (il terzo per lui), LOL <(^^,)>, di cui i singoli Boten Anna e Vi sitter i Ventrilo och spelar DotA, ottengono uno straordinario successo in Svezia.
Dopo essere stato notato anche in Gran Bretagna lascia la Warner Music Sweden e firma un contratto con la Ultra Records; il 14 luglio 2008 esce Now You're Gone - The Album. L'album contiene, tra le altre canzoni, dei remake in lingua inglese dei suoi pezzi precedenti (in particolare il remake di Boten Anna, cioè Now You're Gone). Il 28 settembre 2009 esce l'album Bass Generation, anticipato una settimana prima dal singolo Every Morning. Il 3 gennaio 2010 entra a far parte del cast del Celebrity Big Brother, la versione vip del Grande Fratello inglese. Dopo 27 giorni di permanenza nella casa, nella finale del 29 gennaio 2010 si classifica al quarto posto. Nel 2010 esce il singolo Saturday.
Nel 2011 ha partecipato al Grande Fratello svedese per tre giorni e insieme ai partecipanti ha prodotto una canzone più vicina allo stile eurodance chiamata Fest i hela huset che ha riscosso un discreto successo commerciale piazzandosi al suo debutto alla 5 posizione della classifica Svedese dei singoli più venduti. Da giugno è possibile visualizzare sul sito web YouTube due delle sue tracce chiamate Calling Time e Dream on the Dancefloor presenti nel suo prossimo album. Inoltre è stato pubblicato su internet materiale demo di Basshunter. Il 27 aprile 2012 è stato pubblicato il nuovo singolo ufficiale accompagnato dal relativo video, il quale ha come protagonisti i soliti Jonas e Aylar Lie. Il 28 settembre 2012 viene pubblicato il video ufficiale di Dream on the Dancefloor su YouTube.
Pubblicata in sordina la canzone Far Far Away, nuovo singolo in anticipazione dell'album in arrivo. Il 10/03/13 è stata pubblicata su YouTube una nuova canzone di Basshunter, dove si esibisce al live di Dallas. La canzone, a detta di Basshunter, sarà presente nel prossimo album. Alla fine del mese di maggio 2013, il prossimo album di Basshunter, intitolato Calling Time, sarà reso disponibile in Sud Africa.
Pubblica End the Lies con gli Alien Cut a fine 2022.

## Discografia

### Album studio
- 2004 - The Bassmachine
- 2006 - LOL <(^^,)>
- 2008 - Now You're Gone - The Album
- 2009 - Bass Generation
- 2013 - Calling Time

## Premi e nomination
| Anno | Premio                          | Categoria                                   | Risultato       |
| ---- | ------------------------------- | ------------------------------------------- | --------------- |
| 2006 | Grammis                         | Årets bästa ringsignal (Boten Anna)         | Vincitore/trice |
| 2006 | Rockbjörnen                     | Årets svenska låt (Boten Anna)              | Candidato/a     |
| 2006 | Rockbjörnen                     | Årets svenska nykomling                     | Candidato/a     |
| 2006 | Eurodanceweb Award              | Boten Anna                                  | Vincitore/trice |
| 2007 | NRJ Radio Award                 |                                             | Vincitore/trice |
| 2008 | European Border Breakers Award  | LOL <(^^,)>                                 | Vincitore/trice |
| 2008 | Eska Music Award                | Radioaktywny hit roku Era (Now You're Gone) | Vincitore/trice |
| 2008 | BT Digital Music Award          | Best Electronic Artist or DJ                | Candidato/a     |
| 2008 | BT Digital Music Award          | Breakthrough Artist of the Year             | Candidato/a     |
| 2008 | MTV Europe Music Award          | Best New Act                                | Candidato/a     |
| 2008 | MTV Europe Music Award          | Most Addictive Track (Now You're Gone)      | Candidato/a     |
| 2008 | The Record of the Year          | Now You're Gone                             | Candidato/a     |
| 2008 | World Music Award               | World's Best Selling Swedish Artist         | Vincitore/trice |
| 2009 | Scandipop Award                 | Best Male                                   | Vincitore/trice |
| 2010 | International Dance Music Award | Best HiNRG/Euro Track (Every Morning)       | Candidato/a     |
| 2011 | Scandipop Award                 | Best Male Single (Saturday)                 | Candidato/a     |